# イギリス陸軍
イギリス陸軍（イギリスりくぐん、英語: British Army）は、イギリス連合王国（United Kingdom）の陸軍。海軍、空軍とともにイギリス軍を構成している。

## 歴史

### 概要
イギリス陸軍は、ブリテン島本土或いは北アイルランドその他の海外領土（北アイルランドは連合王国の一部ではあるが、イギリス陸軍の地域区分では「海外」となっている）をテロを含む軍事的脅威から防衛すること、NATOによる共同防衛に参画すること、NATO枠外での紛争介入や平和維持活動等をおこなうこと、必要とされた場合地方自治体等に非軍事分野のものを含む支援活動をおこなうこと、などを任務としている。
もともとイギリスは島国であり、地政学的に言って地上部隊による脅威を受けづらい環境にあり、第二次世界大戦においてすらブリテン島本土に上陸侵攻を受けることはなかった。したがって歴史的にも、また現代においてもイギリス陸軍は基本的に海外での活動にその力点を置いており、ブリテン島本土の防衛はほとんどの時代において2次的な任務である。
また実際問題として、予見しうる将来において最悪の状況が発生したとしても、常識的にはブリテン島本土が外国軍によって上陸侵攻を受けることを到底考えることが出来ない以上、現代においてもこの傾向は変化していない。イギリス陸軍の実戦配備部隊はそもそも海外に駐留しているか、国内に駐留していたとしても国外に展開することを前提とするものがほとんどで、本土防衛にあてられる部隊は国防義勇軍（TA:Territorial Army）という予備役部隊による2線級部隊を主体としている。
ただし対テロ活動は別問題であり、北アイルランド紛争に起因するIRA暫定派による爆弾テロ、また近年ではイスラム系テロリストの脅威に対応するため、HUMINT部隊である特殊偵察連隊が新設されるなど、その対策はむしろ強化されている。
また、NATOの一員としての共同防衛活動に関しては、NATOに対するNATO域外からの軍事的脅威が（少なくとも冷戦期と比較すれば）大幅に減少したことを受け、大幅な数的削減と同時に、西ヨーロッパ大陸部での全面戦争状況下における機甲戦を指向した戦力から、地域紛争への介入を指向した戦力への質的方向転換が図られている。

### 呼称
イギリス陸軍には、海軍・空軍とは異なり、その名称に“Royal”すなわち『王立』の文字がつかず、陸軍に関しては飽くまでも“British”を冠するものが正式名称である。これは、海軍・空軍が国王大権に基づく国王・女王すなわち国家元首（および元首によって象徴される中央の行政府）に専属する単一の常備軍であるのに対して、あくまで陸軍は立法府である議会の許可に基づいて臨時に召集・編成され、かつ各連隊にも国王以外のカーネル・イン・チーフ（Colonel-in-Chief）が存在することによるものである。しかし、これはイギリスによく見受けられる時代がかった建前であって、実際には海軍・陸軍・空軍のいずれも厳格な文民統制の下にある“イギリス国家の軍隊”である。それでもなお、イギリス陸軍においては連隊ごとに強い独自性を残しているなど、他国の近代軍には稀な特色も備えている。
また、イングランド内戦と共和政時代を経て起こった名誉革命後に権利の章典が成立して以来、イギリスでは議会の許可なく平時における常備陸軍（peace-time standing army）を編成することが禁止されている（権利の章典の成立以前も常備陸軍を編成することは一種のタブーではあったが、明文化されたものではなかった）。現在においても一定期間ごとに「臨時に」陸軍を編成する許可を議会が可決する必要があるが、これは軍の職業化と専門化が高度に進んだ近現代においては、もはや建前とすら言いがたいほどに形骸化しており、実態としてはイギリス陸軍は平時においても常備軍である。

### 連隊とカーネル・イン・チーフ
前述のように、イギリス陸軍はそれぞれ個別の「カーネル・イン・チーフ」（名誉連隊長）が所有する連隊のいわば寄せ集めである。カーネル・イン・チーフはかつては私財をもって連隊を養う実際上の所有者であったが、現在においては全ての連隊にかかる費用は国家予算によってまかなわれている。しかし形骸化し実際の仕事は連隊の式典に出席するぐらいになったとはいえ、カーネル・イン・チーフという制度自体は現在も存在しており、特殊偵察連隊（SRR:Special Reconnaissance Regiment）のような特殊なものを除いて、ほぼすべての連隊にカーネル・イン・チーフが存在している。

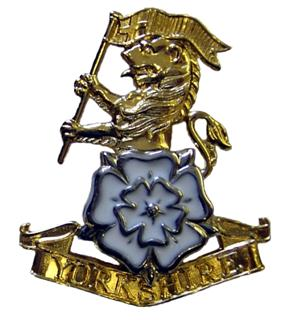
ヨークシャー連隊の帽章。

2006年6月6日以降、カーネル・イン・チーフはすべてイギリス王族または外国国王である。また、軽竜騎兵連隊（The Light Dragoons）、ロイヤル・プリンス・オブ・ウェールズ連隊（The Princess of Wales's Royal Regiment 〈Queen's and Royal Hampshires〉）に関しては、それぞれ外国人であるヨルダン国王アブドゥッラー2世、デンマーク女王マルグレーテ2世がカーネル・イン・チーフとなっている。また、2006年6月6日のグリーンハワード連隊（The Green Howards〈Alexandra, Princess of Wales' Own Yorkshire Regiment〉）のヨークシャー連隊への統合まではノルウェー国王ハーラル5世が同連隊のカーネル・イン・チーフの地位にあった。
形式上カーネル・イン・チーフより一つ下の役職である連隊長（Colonel）は、イギリス陸軍においては功績のあった将官もしくは王族による形式上の名誉職であり、連隊の実際の指揮を執ることは現在ではまず考えられないため、その任務は指揮担当士官（Commanding Officer）の役職名で連隊長代理（Lieutenant-Colonel）が行っている。また、この場合の“Colonel”は陸軍大佐（Colonel）と全く同じ語ではあるが陸軍の階級とは関係なく、カーネル・イン・チーフと同様の名誉称号のようなものである。

### 近衛部隊と儀仗任務
イギリス陸軍は古くからの伝統の多くを現代にも引き継いでおり、そのなかでもとくにロンドンにおいて近衛部隊等のおこなう衛兵の交代式や騎兵の行進などの各種式典は、ロンドン観光の目玉の一つとしてイギリス国外においても有名である。この式典の多くは近衛部隊によっておこなわれており、これらの近衛部隊を統括する管理部隊として王室師団（Household Division）が置かれている。管理上この師団（名称は師団だが戦闘部隊としての師団とは異なる）に属するものがいわゆる近衛部隊である。
王室師団に属するのは、王室騎兵のライフガーズおよびブルーズ・アンド・ロイヤルズと近衛歩兵（Foot Guards）、すなわちグレナディアガーズ（Grenadier Guards）・コールドストリームガーズ（Coldstream Guards）・スコッツガーズ（Scots Guards）・アイリッシュガーズ （Irish Guards）・ウェルシュガーズ（Welsh Guards）の5個連隊である。また、近衛歩兵は近衛師団（Guards Division）の管理下にもあり、近衛師団には予備役部隊である国防義勇軍(Territorial Army（TA))のロンドン連隊（London Regiment）も加えられる。
王室師団は基本的に管理部隊であり、実際の儀仗任務の運用はロンドン管区（London District）が行なっている。ロンドン管区とはイギリス陸軍の制度における軍管区の一つで師団相当格の組織であり、ロンドンの防衛を目的とする組織で、自動車道25号線（M25）の内側をその防衛管区とし、そこに属する部隊はほかのいずれの司令部にも属さないこととなっている。指揮官（少将（Major General））は王室師団長が兼任し、その麾下に王室部隊（Household Troops）が編成される。王室部隊には王室師団の他に王立騎馬砲兵（Royal Horse Artillery）の王立騎馬砲兵・国王中隊(King's Troop, Royal Horse Artillery)が加わる。
実際の儀仗任務はこのロンドン管区に所属する部隊によっておこなわれるが、ロンドン管区にはすべての近衛部隊が所属するわけでもなく、また近衛部隊以外の部隊が所属しないわけでもない。ロンドン管区に所属する連隊は、具体的には王室騎兵のうち王室騎兵乗馬連隊、王立騎馬砲兵・国王中隊、各連隊に付属する軍楽隊、そしていわゆるパブリック・デューティーによってロンドン管区に配属される各歩兵大隊である。パブリック・デューティーとは、近衛歩兵あるいは戦列歩兵に所属する大隊から、ロンドンの警備部隊を抽出する古くからの制度で、現代においては5個の近衛歩兵連隊に所属する5個大隊から2個大隊が、戦列歩兵連隊からは1個大隊がローテーションでこの任務にあたり、またこのほかグレナディアガーズ・コールドストリームガーズ・スコッツガーズに所属する近衛増強中隊の3個中隊がローテーションしない恒常的なものとして、その任務にあたっている。なお、1994年の陸軍再編の時点で、かつての中隊単位での抽出は廃止され、現在の大隊単位の制度へ移行している。
現在進行中の2008年までの完了を目処とする陸軍の再編後は、現在のローテーション制度が廃止され近衛歩兵の2個大隊と戦列歩兵の1個大隊が近衛増強中隊のような恒常的な儀仗任務につくこととなっている。ただしこの改革については反対もある。（近衛兵 (イギリス)も参照。）

## 海外展開

### 低強度作戦
| 展開先     | 開始年  | 内容 |
| ---------- | ------- | --- |
| イラク     | 2014年- | ISILへの国際軍事介入の一環として、イラク治安部隊とペシュメルガへの訓練支援のために展開（シェーダー作戦）。2020年現在、約400人が駐留。                                                          |
| キプロス   | 1964年- | 国際連合キプロス平和維持軍（英語: UNITED NATIONS PEACEKEEPING FORCE IN CYPRUS、略称UNFICYP）に司令部要員および緩衝地帯の監視要員で中隊規模の部隊を派遣。2022年現在、257人が駐留。              |
| エストニア | 2017年- | 北大西洋条約機構（英語: North Atlantic Treaty Organization、略称NATO）の強化された前方プレゼンスの一環として、エストニア多国籍大隊戦闘群に約900人、ポーランド多国籍大隊戦闘群に約150人を派遣。 |
| アフリカ   | 2019年- | アフリカの各国において、軍の能力構築支援、テロ対策、人道支援などのため短期軍事訓練チームが活動している。                                                                                       |

### 海外領土・駐在国
| 展開先             | 開始年  | 内容 |
| ------------------ | ------- | --- |
| バミューダ         | 1701年- | ロイヤル・バミューダ連隊が駐留。 |
| フォークランド諸島 | 1982年- | 南大西洋諸島駐留イギリス軍の一部として、マウント・プレザント空軍基地を拠点にスカイセイバー短距離防空ミサイルを運用する砲兵部隊と工兵部隊が駐留。                        |
| ジブラルタル       | 1704年- | ジブラルタル駐留イギリス軍の一部として、ロイヤル・ジブラルタル連隊が駐留。                                                                                              |
| ベリーズ           | 1949年- | ベリーズ郡のレディヴィルを拠点に、イギリス陸軍ベリーズ訓練支援部隊（英語: British Army Training and Support Unit Belize、略称BATSUB）が常設の訓練部隊として駐留。       |
| ブルネイ           | 1962年- | ブルネイ駐留イギリス軍の一部として、ロイヤル・グルカ・ライフルズの1個大隊、イギリス陸軍ジャングル戦闘訓練学校が駐留。                                                   |
| カナダ             | 1972年- | アルバータ州サフィールドを拠点に、イギリス陸軍サフィールド訓練部隊（英語: British Army Training Unit Suffield、略称BATUS）が常設の訓練部隊として駐留。                  |
| キプロス           | 1960年- | キプロス駐留イギリス軍の一部として、ヨークシャー連隊およびプリンセス・オブ・ウェールズ・ロイヤル連隊から各1個大隊のほか、工兵部隊、通信部隊が駐留。                     |
| ケニア             | 2010年- | ライキピア・カウンティのナニュキおよび首都ナイロビを拠点に、イギリス陸軍ケニア訓練部隊（英語: British Army Training Unit Kenya、略称BATUK）が常設の訓練部隊として駐留。 |
| オマーン           | 2019年- | ドゥクムに約4,000平方キロメートルのオマーン・イギリス共同訓練区域を設置。                                                                                               |

## 組織
陸軍司令部はハンプシャー州アンドーヴァーに置かれ、常設統合司令部へ作戦準備態勢にある部隊拠出の責任を負っている。
指揮系統は階層的になっており、参謀総長を長に、補佐役として参謀次長と幕僚らが配置されている。司令部隷下には野戦軍と内国コマンドが編制され、師団および旅団で構成される。
イギリス陸軍の組織は、常備軍（英語: Regular Army）と国防義勇軍（英語: Army Reserve）で構成され、常備軍はその名の通り戦時に限らず平時も編制されるが、国防義勇軍は予備役部隊となっている。

### 師団
野戦軍隷下に3個師団が配備されている。
| 名称                                  | 司令部                           | 主な隷下部隊 |
| ------------------------------------- | -------------------------------- | --- |
| 第1師団 1st (United Kingdom) Division | ノース・ヨークシャー州ヨーク     | 1個軽旅団戦闘団、1個軽機械化旅団戦闘団、1個軽旅団、1個治安部隊支援旅団、1個工兵旅団、1個憲兵旅団、1個医療旅団、1個作戦維持旅団 |
| 第3師団 3rd (United Kingdom) Division | ウィルトシャー州ブルフォード     | 2個装甲旅団戦闘団、1個深部偵察打撃旅団戦闘団、1個作戦維持旅団                                                                  |
| 第6師団 6th (United Kingdom) Division | ウィルトシャー州アップエイヴォン | 1個旅団、1個特殊作戦旅団 |

### 陸軍航空隊
イギリス陸軍は、統合軍の一部をイギリス空軍と共同で運用しているが、陸軍にも航空隊が存在する。

## 徴募

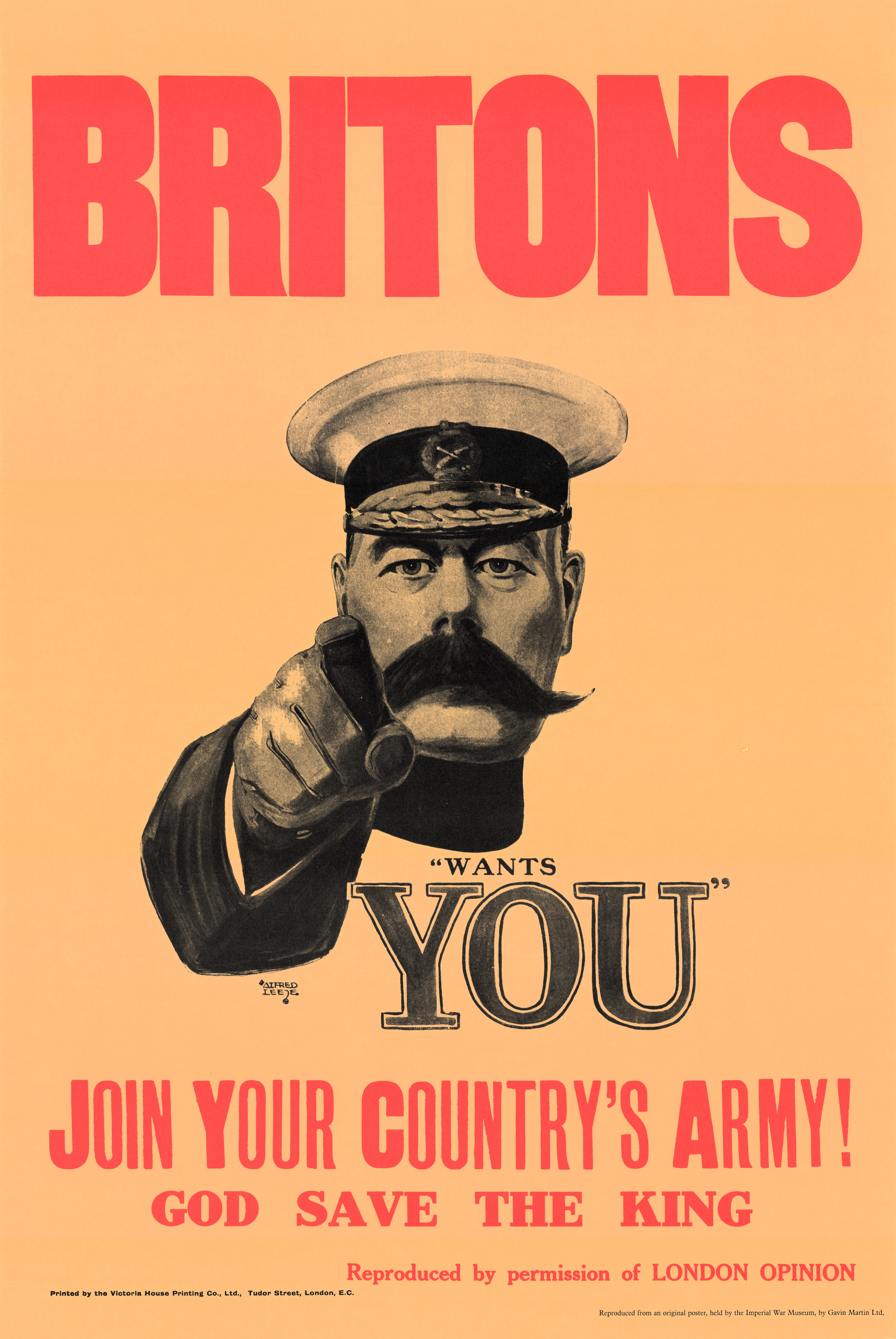
キッチナーの募兵ポスター『英国は君を必要としている』

イギリス陸軍では主にイギリス国内で徴募を行っており、すべてのイギリス国民が申請可能となっているが、特定の条件付きでコモンウェルスおよびアイルランド国籍を有する者も申請可能である。2018年以降、イギリス陸軍は雇用機会均等での事業主となっており、人種、宗教、性的嗜好による差別はない。
常備軍への申請は16歳以上37歳未満の年齢制限があり、18歳未満は作戦参加が認められていない。予備役は17歳9か月以上で、上限は職種により異なっている。申請者は健康状態、体力、過去の犯罪歴、教育、タトゥーやピアス、その他の要件を満たす必要がある。
入隊後は最低4年間勤務することとなり、除隊の12か月前に通知する必要がある。なお、常備軍の兵士と将校は12年間勤務で入隊し、特定の要件を満たした場合、延長が可能である。

### 忠誠の誓い
すべての入隊者は、入隊時に忠誠の誓いを行う。神に誓う場合、以下の誓いを行う。
神以外に誓う場合、「swear by Almighty God（全能の神に誓います。）」の部分を「solemnly, sincerely and truly declare and affirm（厳粛に、誠実に、真摯に宣言し、確約する。）」に置き換える。

### 訓練
新規入隊者はフェーズ1の新隊員教育訓練で基礎的な軍事的スキルを身に付け、フェーズ2でより専門的な教育訓練を受けることになる。17歳6か月未満の新規入隊者は陸軍基礎大学でフェーズ1を実施する。
歩兵科配属の隊員は、歩兵訓練センターでフェーズ1とフェーズ2を組み合わせた訓練を実施し、その他兵科の隊員はピルブライト陸軍訓練センターか陸軍訓練連隊でフェーズ1を実施後、配属先でフェーズ2を実施する。士官候補生はサンドハースト王立陸軍士官学校でフェーズ1を実施後、配属先でフェーズ2を実施する。

## 階級

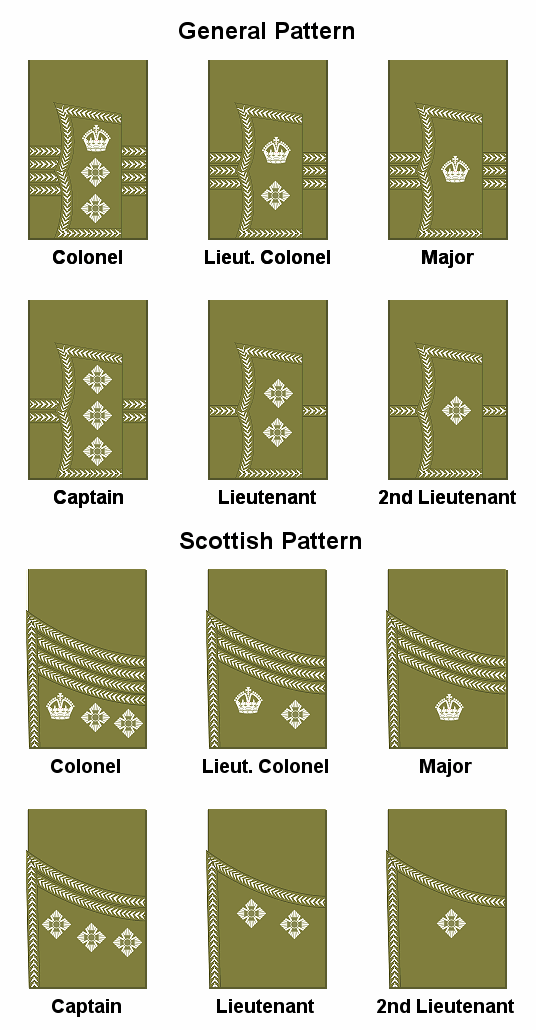
第一次世界大戦頃の将校袖章。一般用（上）とスコットランド用（下）とで意匠が異なる。

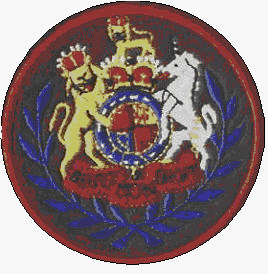
1等准尉(Conductor)の階級章。

士官
| NATOコード | OF-10         | OF-9    | OF-8               | OF-7          | OF-6      | OF-5    | OF-4               | OF-3  | OF-2    | OF-1       | OF-1              | OF(D)         |
| ---------- | ------------- | ------- | ------------------ | ------------- | --------- | ------- | ------------------ | ----- | ------- | ---------- | ----------------- | ------------- |
| 陸軍       |               |         |                    |               |           |         |                    |       |         |            |                   |               |
| 英語       | Field marshal | General | Lieutenant-general | Major-general | Brigadier | Colonel | Lieutenant colonel | Major | Captain | Lieutenant | Second lieutenant | Officer cadet |
| 日本語     | 元帥          | 大将    | 中将               | 少将          | 准将      | 大佐    | 中佐               | 少佐  | 大尉    | 中尉       | 少尉              | 士官候補生    |
|            |               |         |                    |               |           |         |                    |       |         |            |                   |               |

兵士
| NATOコード | OR-9                    | OR-9                    | OR-9                    | OR-8                    | OR-8                    | OR-7                  | OR-6/OR-5 | OR-4     | OR-3           | OR-2/OR-1  |
| ---------- | ----------------------- | ----------------------- | ----------------------- | ----------------------- | ----------------------- | --------------------- | --------- | -------- | -------------- | ---------- |
| 陸軍       |                         |                         |                         |                         |                         |                       |           |          |                | 階級章なし |
| 英語       | Warrant Officer class 1 | Warrant Officer class 1 | Warrant Officer class 1 | Warrant Officer class 2 | Warrant Officer class 2 | Staff/Colour Sergeant | Sergeant  | Corporal | Lance corporal | Private    |
| 日本語     | 一等准尉                | 一等准尉                | 一等准尉                | 二等准尉                | 二等准尉                | 曹長または旗手軍曹    | 軍曹      | 伍長     | 上等兵         | 兵         |
|            |                         |                         |                         |                         |                         |                       |           |          |                |            |

## 装備

### 車両

#### 戦車
| 名称            | 画像 | 製造国   | 種別 | 現用数 | 備考 |
| --------------- | ---- | -------- | ---- | ------ | ---- |
| チャレンジャー2 |      | イギリス | 戦車 | 227    |      |

#### 装軌車
| 名称           | 画像 | 製造国   | 種別         | 現用数 | 備考 |
| -------------- | ---- | -------- | ------------ | ------ | ---- |
| CVR（T）       |      | イギリス | 装甲戦闘車両 | 654    |      |
| FV430          |      | イギリス | 装甲戦闘車両 | 851    |      |
| ウォーリア     |      | イギリス | 歩兵戦闘車   | 721    |      |
| エイジャックス |      | イギリス | 歩兵戦闘車   | 21     |      |

#### 装輪車
| 名称                | 画像 | 製造国   | 種別        | 現用数 | 備考 |
| ------------------- | ---- | -------- | ----------- | ------ | ---- |
| マスティフ          |      | イギリス | 歩兵機動車  | 387    |      |
| リッジバック        |      | イギリス | 歩兵機動車  | 164    |      |
| ウルフハウンド      |      | イギリス | 歩兵機動車  | 99     |      |
| ジャッカル          |      | イギリス | 歩兵機動車  | 431    |      |
| コヨーテ            |      | イギリス | 歩兵機動車  | 72     |      |
| フォックスハウンド  |      | イギリス | 歩兵機動車  | 398    |      |
| WMIK ランドローバー |      | イギリス | 偵察車      | 371    |      |
| TPz フクス          |      | ドイツ   | NBC偵察車両 | 11     |      |

### 火器

#### 小火器
| 名称                                 | 画像 | 製造国                 | 種別                   | 備考 |
| ------------------------------------ | ---- | ---------------------- | ---------------------- | ---- |
| L131A1 L137A1                        |      | イギリス               | 自動拳銃               |      |
| L105A1/A2 L106A1/A2 L107A1 L117A1/A2 |      | ドイツ イギリス スイス | 自動拳銃               |      |
| L85A2 L85A3 L22A2                    |      | イギリス               | アサルトライフル       |      |
| L2A1                                 |      | ドイツ イギリス        | アサルトライフル       |      |
| MCX                                  |      | アメリカ合衆国         | アサルトライフル       |      |
| L119A1 L119A2                        |      | イギリス カナダ        | カービン               |      |
| L101A2                               |      | ドイツ イギリス        | カービン               |      |
| M6A2                                 |      | アメリカ合衆国         | カービン               |      |
| L403A1                               |      | アメリカ合衆国         | カービン               |      |
| L129A1                               |      | イギリス               | マークスマン・ライフル |      |
| L115A3 L115A4                        |      | イギリス               | 狙撃銃                 |      |
| L118A1 L118A1 AWC                    |      | イギリス               | 狙撃銃                 |      |
| AXMC                                 |      | イギリス               | 対物ライフル           |      |
| L121A1                               |      | イギリス               | 対物ライフル           |      |
| L135A1                               |      | アメリカ合衆国         | 対物ライフル           |      |
| L92A1 L91A1 L80A1 L90A1              |      | ドイツ                 | 短機関銃               |      |
| L108A1 L110A2 L110A3 Minimi 7.62     |      | ベルギー               | 軽機関銃               |      |
| L7A2                                 |      | イギリス               | 軽機関銃               |      |
| L111A1                               |      | アメリカ合衆国         | 重機関銃               |      |
| L128A1                               |      | イタリア               | 散弾銃                 |      |
| L74A1 L74A2                          |      | アメリカ合衆国         | 散弾銃                 |      |
| L134A1                               |      | ドイツ                 | 自動擲弾発射器         |      |

#### 火砲
| 名称       | 画像 | 製造国       | 種別             | 現用数 | 備考 |
| ---------- | ---- | ------------ | ---------------- | ------ | ---- |
| L2A1 ASM   |      | イスラエル   | 個人携帯対戦車弾 |        |      |
| L1A2 L2A1  |      | スウェーデン | 個人携帯対戦車弾 |        |      |
| L16        |      | イギリス     | 迫撃砲           |        |      |
| L118       |      | イギリス     | 榴弾砲           | 126    |      |
| AS-90      |      | イギリス     | 自走榴弾砲       | 89     |      |
| アーチャー |      | スウェーデン | 自走榴弾砲       | 14     |      |

#### ロケット
| 名称  | 画像 | 製造国         | 種別                 | 現用数 | 備考 |
| ----- | ---- | -------------- | -------------------- | ------ | ---- |
| GMLRS |      | アメリカ合衆国 | 自走多連装ロケット砲 | 29     |      |

#### 誘導弾

##### 対空ミサイル
| 名称                    | 画像 | 製造国   | 種別                     | 現用数 | 備考 |
| ----------------------- | ---- | -------- | ------------------------ | ------ | ---- |
| スターストリーク        |      | イギリス | 携帯式地対空ミサイル     |        |      |
| スターストリーク SP HVM |      | イギリス | 自走近距離地対空ミサイル | 62     |      |
| スターストリーク LML    |      | イギリス | 近距離地対空ミサイル     | 145    |      |
| レイピア                |      | イギリス | 短距離地対空ミサイル     | 24     |      |
| スカイセイバー          |      | イギリス | 短距離地対空ミサイル     |        |      |

##### 対戦車ミサイル
| 名称       | 画像 | 製造国                  | 種別                 | 備考 |
| ---------- | ---- | ----------------------- | -------------------- | ---- |
| NLAW       |      | イギリス · スウェーデン | 携帯式対戦車ミサイル |      |
| ジャベリン |      | アメリカ合衆国          | 携帯式対戦車ミサイル |      |

### 工兵用装備
| 名称              | 画像 | 製造国   | 種別       | 現用数 | 備考 |
| ----------------- | ---- | -------- | ---------- | ------ | ---- |
| トロージャン AVRE |      | イギリス | 戦闘工兵車 | 32     |      |
| テリア            |      | イギリス | 戦闘工兵車 | 56     |      |
| タイタン AVLB     |      | イギリス | 架橋戦車   | 33     |      |
| CRARRV            |      | イギリス | 装甲回収車 | 75     |      |

### 通信器材
| 名称         | 画像 | 製造国   | 種別   | 備考 |
| ------------ | ---- | -------- | ------ | ---- |
| 個人間無線機 |      | イギリス | 無線機 |      |

### 航空機

#### 回転翼機
| 名称                  | 画像 | 製造国         | 種別             | 現用数 | 備考                                            |
| --------------------- | ---- | -------------- | ---------------- | ------ | ----------------------------------------------- |
| アパッチ AH.Mk.1      |      | イギリス       | 攻撃ヘリコプター | 49     |                                                 |
| AH-64E                |      | アメリカ合衆国 | 攻撃ヘリコプター | 2      |                                                 |
| ガゼル AH.Mk.1        |      | イギリス       | 偵察ヘリコプター | 26     |                                                 |
| H135M                 |      | ドイツ         | 偵察ヘリコプター | 0      | 30機発注。                                      |
| ベル 212              |      | カナダ         | 汎用ヘリコプター | 5      |                                                 |
| AS 365                |      | フランス       | 汎用ヘリコプター | 6      | 2機はイギリス海軍艦隊ヘリコプター支援班で運用。 |
| ワイルドキャット AH.1 |      | イギリス       | 汎用ヘリコプター | 34     |                                                 |

#### 固定翼機
| 名称                   | 画像 | 製造国   | 種別 | 現用数 | 備考 |
| ---------------------- | ---- | -------- | ---- | ------ | ---- |
| ウォッチキーパー WK450 |      | イギリス | UAV  | 49     |      |